# Chusira
Chusira (łac. Chusirensis, wł. Cusira) – stolica historycznej diecezji we Cesarstwie rzymskim w prowincji Byzacena. Współcześnie w regionie Sahel w Tunezji. Obecnie katolickie biskupstwo tytularne. Od 2014 biskupstwo to obejmuje Łukasz Buzun, biskup pomocniczy kaliski.

## Biskupi tytularni
| Lp. | Biskup                                                 | Funkcja                                                        | Od               | Do               | Uwagi                          |
| --- | ------------------------------------------------------ | -------------------------------------------------------------- | ---------------- | ---------------- | ------------------------------ |
| 1   | Carlos Alberto Wollgarten CM                           | wikariusz apostolski Limón (Kostaryka)                         | 28 stycznia 1935 | 28 kwietnia 1937 | zmarł                          |
| 2   | Francisco Javier Ochoa Ullate OAR                      | wikariusz apostolski Kweiteh (Chiny)                           | 18 maja 1937     | 11 kwietnia 1946 | mianowany biskupem Shangqiu    |
| 3   | Czesław Rydzewski                                      | biskup pomocniczy łomżyński                                    | 6 grudnia 1946   | 22 sierpnia 1951 | zmarł                          |
| 4   | Friedrich Maria Rintelen                               | biskup pomocniczy Paderborn (Niemcy)                           | 12 grudnia 1951  | 9 listopada 1988 | zmarł                          |
| 5   | Francesco Miccichè                                     | biskup pomocniczy Messina-Lipari-Santa Lucia del Mela (Włochy) | 23 grudnia 1988  | 24 stycznia 1998 | mianowany biskupem trapańskim  |
| 6   | Clemens Pickel                                         | biskup Administratury Apostolskiej Europejskiej Części Rosji   | 23 marca 1998    | 11 lutego 2002   | mianowany biskupem saratowskim |
| 7   | Alphonse U Than Aung arcybiskup tytularny pro hac vice | emerytowany arcybiskup Mandalaj (Mjanma)                       | 3 kwietnia 2002  | 2 listopada 2004 | zmarł                          |
| 8   | Kazimierz Gurda                                        | biskup pomocniczy kielecki                                     | 18 grudnia 2004  | 16 kwietnia 2014 | mianowany biskupem siedleckim  |
| 9   | Łukasz Buzun OSPPE                                     | biskup pomocniczy kaliski                                      | 5 lipca 2014     |                  |                                |